# Szabó Melinda (fitneszversenyző)
Szabó Melinda (Budapest, 1990. november 3.) magyar fitneszversenyző.

## Élete
Budapesten született és jelenleg is a fővárosban él. Tanulmányait a Testnevelési Egyetem rekreációszervezés szakán végezte. Már gyermekkorában megmutatkozott a sporthoz való vonzalma, ami nem is meglepő, hiszen édesanyja tornász, édesapja pedig tehetséges atléta volt. Kezdetben sportgimnasztikázott, majd szertornázott és így kötött ki jelenlegi életszenvedélyénél a fitness-nél. Miután amatőrként a világ- és Európa-bajnoki címeket több ízben megszerezte, 2013 őszétől profi fitneszversenyző. Edzői közé tartozott Béres Alexandra is, akit példaképének tekint.

## Motiváció
Nagy hangsúlyt fektet a fiatalabb generációk motiválására, eredményeit kemény munkával, kitartással és szorgalommal éri el.

## Eredményei
2014
- Columbus, Ohio állam, USA: Arnold Classic ProFitness VII. hely

2013
- Spanyolország, Madrid, Arnold Classic Europe ProFitness IX. hely
- Ukrajna, Kiev, World Ladies Cup I. hely
- Columbus, Ohio állam, USA: Arnold Classic I. hely

2012
- Magyarország, Budapest Ifbb Fitness Women világbajnokság I. hely (abszolút)
- Horvátország, Zágráb Ifbb Fitness Woman Európa-bajnokság I. hely (abszolút)
- Columbus, Ohio állam, USA: Arnold Classic I. hely (abszolút)

2011
- Spanyolország, Santa Susanna Junior Fitness Világbajnokság I. hely (abszolút)
- IFBB Champion of the Year Fitness Dance Kupa I. hely
- Szerbia, Novi Sad IFBB felnőtt Világbajnokság I. hely
- Spanyolország, Madrid Arnold Classic Europe I. hely
- Spanyolország, Alcala de Henares Európa-bajnokság I. hely
- Fitbalance, Magyar Kupa I. hely

2010
- Spanyolország, Valencia: Fitness Woman Európa-bajnokság I. hely
- Országos magyar bajnokság I. hely

2009
- USA, Reno: Ms.Fitness World VIII. hely

2008-2009
- Országos magyar bajnokság II. hely

2007
- Horvátország, Porec: Showtánc Világbajnokság I. hely

2006
- Olaszország, Rimini: Showtánc Világbajnokság I. hely

2004
- Fit Kid Diákolimpia I. hely